# Custer (canción)
Custer es un sencillo de la banda estadounidense de heavy metal Slipknot que nominado al Grammy. Fue lanzado el 10 de octubre de 2014 como el tercer single de su quinto álbum de estudio .5: The Gray Chapter.

## Composición
La canción comienza con el percusionista Shawn Crahan describiendo cuál debería ser el tempo de la canción. La pista luego se transgrede rápidamente en una que es mucho más profunda y contundente, abriendo la composición. La canción contiene al vocalista Corey Taylor hablando a la manera de un locutor de radio, y la línea "Cut, cut, cut me up and fuck, fuck, fuck me up". Durante los conciertos, el percusionista Chris Fehn solía cantar el coro con Corey.

## Recepción
The Guardian elogió tanto a "Custer" como a Sarcastrophe, señalando "algunos coros enormes que acechan dentro de los riffs de death metal y el ruido tribal" ("some huge choruses lurking within the repurposed death metal riffs and tribal clatter").

## Listas de éxitos musicales
| Lista (2015)                               | Posición más alta |
| ------------------------------------------ | ----------------- |
| Estados Unidos Mainstream Rock (Billboard) | 28                |